# Theophilus Hunter Holmes
Theophilus Hunter Holmes (Sampson County, 13 novembre 1804 – Fayetteville, 21 giugno 1880) è stato un militare statunitense.
Ufficiale nell'US Army divenne tenente generale nell'esercito degli Stati Confederati durante la guerra di secessione. A causa dell'età prestò poco servizio attivo e fu a capo di diversi Dipartimenti e Distretti.
Nato a Sampson County, Carolina del Nord, si diplomò all'accademia militare di West Point nel 1829.
Prestò servizio di frontiera e partecipò alla seconda guerra Seminole ed alla guerra messicana.
Rassegnò le dimissioni dal grado di maggiore nell'aprile 1861 ed entrò in servizio nell'esercito della Confederazione.
In servizio di guerra organizzò nel 1861 le truppe dello Stato. Promosso brigadier generale nel giugno 1861 nell'Esercito Provvisorio Confederato, comandò la brigata di riserva alla prima battaglia di Manassas, nell'ottobre 1861.
Promosso maggior generale, fu a capo della difesa costiera nella Carolina del Nord; fu presente a Malvern Hill, ma non vi combatté; nel luglio 1862 ebbe il comando dell'Oltre Mississippi.
Promosso tenente generale il 10 ottobre 1862, fu sostituito da Kirby Smith a sua richiesta. Comandò il Distretto dell'Arkansas e le Riserve dello Stato nella Carolina del Nord.
Il 4 luglio 1863, mentre era al comando del Distretto dell'Arkansas, Dipartimento dell'Oltre Mississippi, guidò senza successo un attacco ad Helena.
Dopo la guerra diventò piantatore.
Morì a Fayetteville, Carolina del Nord, il 20 giugno 1880.